# Phobos (lune)
Pour les articles homonymes, voir Phobos.
Phobos, ou Mars I (en dénomination systématique), est le plus grand des deux satellites naturels de Mars (l'autre étant Déimos). Des deux, il est le plus proche de la planète.

## Étymologie et toponymie
Le nom donné à ce satellite est celui de Phobos, un personnage de la mythologie grecque. Phobos et Déimos sont les jumeaux que le dieu Arès (Mars pour les Romains) eut de la déesse Aphrodite (Vénus pour les Romains). En grec classique les noms communs φόβος / phóbos et δειμός / deimós signifient tous deux « peur, terreur ».
Les formations géologiques de Phobos sont nommées d'après les astronomes qui ont étudié le satellite, ainsi que d'après des personnages et des lieux des Voyages de Gulliver de Jonathan Swift. Plusieurs cratères ont été nommés, ainsi qu'une dorsale, Kepler Dorsum, d'après l'astronome Johannes Kepler.

## Caractéristiques physiques

### Généralités

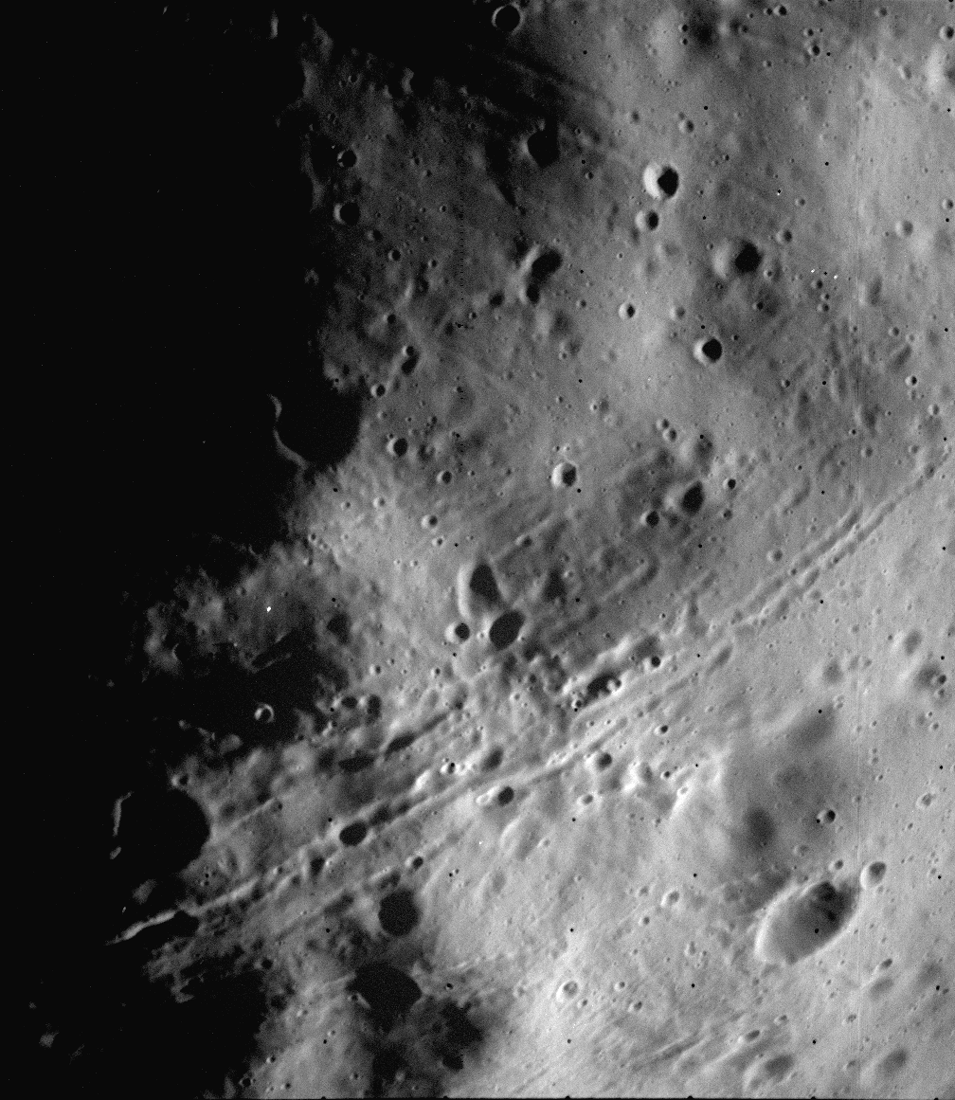
Photo de la sonde Viking 1 de la surface de Phobos prise en 1977.

Phobos est un corps très irrégulier, de dimensions 27 × 21,6 × 18,8 km, bien trop peu massif pour être en équilibre hydrostatique et donc pour avoir pris une forme quasi sphérique. Du fait de sa forme mais surtout de sa vitesse de rotation sur lui-même, la gravité perceptible à sa surface varie d'environ 210 % suivant l'endroit où elle est mesurée.
Phobos est un corps sombre qui semble être composé de chondrite carbonée, une composition similaire à celle des astéroïdes de type C dans la ceinture d'astéroïdes externe. Cependant, la masse volumique de Phobos est trop faible pour qu'il soit intégralement composé de roche et il possède une porosité significative,,. Il a été suggéré que Phobos pourrait contenir un réservoir de glace substantiel, mais des observations spectrales de sa surface ont écarté cette hypothèse.
La sonde soviétique Phobos 2 détecta que des gaz s'échappaient de Phobos en quantité faible mais régulière. Mais la sonde tomba en panne avant d'avoir pu déterminer la nature de ce gaz.
En 1989, cette sonde Phobos 2 a été insérée sur une orbite de quasi-satellite par rapport à Phobos.
Des images provenant de Mars Global Surveyor montrent que Phobos est recouvert d'une couche de régolithe d'au moins 100 m d'épaisseur ; on pense qu'il provient d'impacts avec d'autres corps, mais on ignore comment il peut adhérer à un objet ne possédant quasiment pas de gravité; peut-être l'adhérence est-elle électrostatique.
Au cours de l'été 2008, la sonde Mars Express a permis de préciser quelques caractéristiques de Phobos, dont la masse et la densité.

### Caractéristiques géologiques

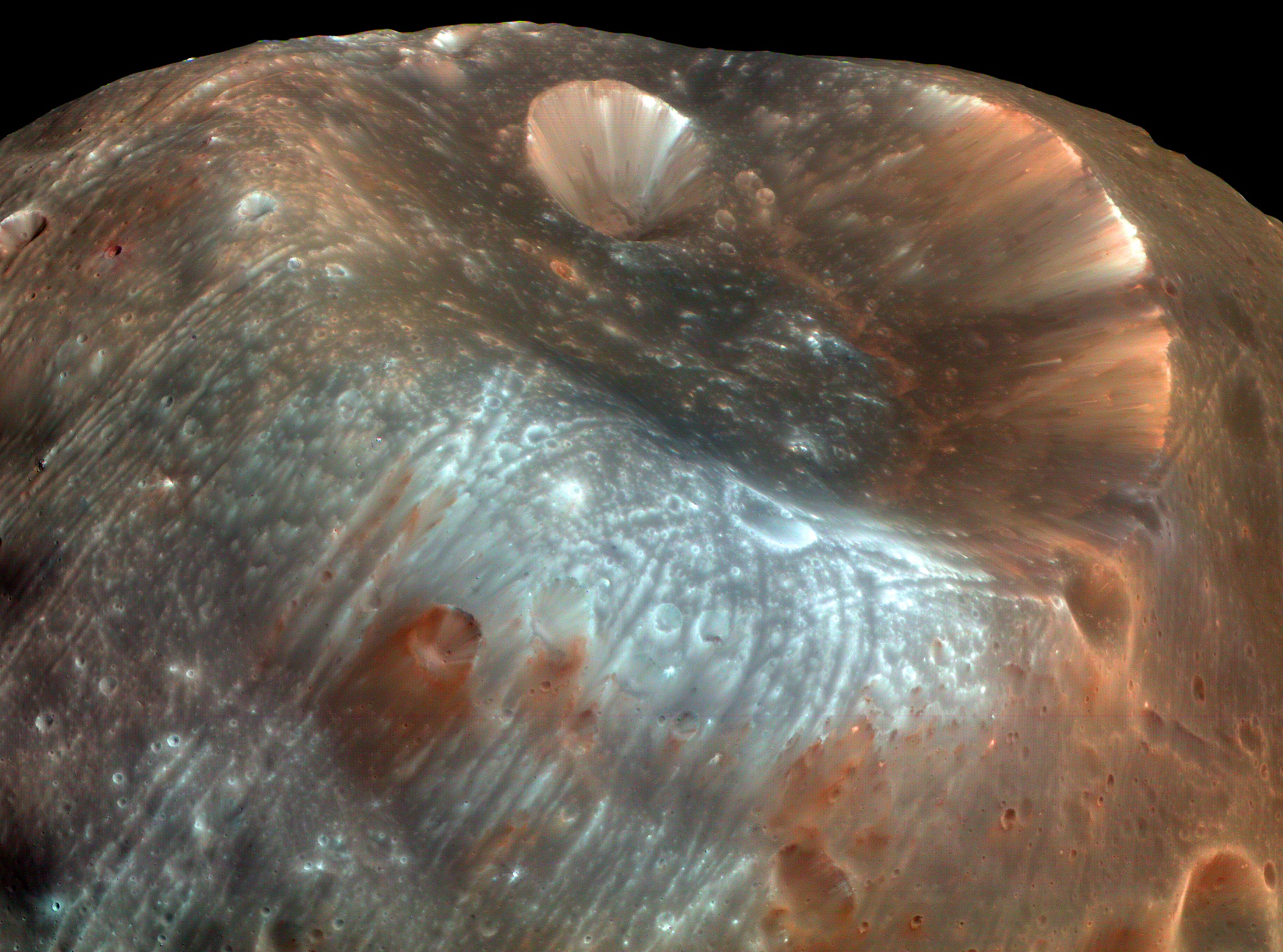
Le cratère Stickney.

De nombreux cratères sont présents à la surface de Phobos. Le plus grand de ces cratères est nommé « Stickney », du nom de jeune fille de l'épouse d'Asaph Hall. Comme le cratère Herschel sur Mimas, mais à une échelle plus petite, l'impact qui a créé le cratère Stickney aurait peut-être pu briser Phobos.
Des sillons s'étendent à la surface de Phobos, mesurant typiquement moins de 30 m de profondeur, 100  à   200 m de largeur et jusqu'à 20 km de long. Initialement, on supposait qu'ils résultaient de l'impact ayant formé le cratère Stickney, mais des analyses de données provenant de Mars Express ont révélé une origine indépendante : il s'agit de dépôts de matériaux déplacés par des impacts intervenus à la surface de Mars.
La météorite de Kaidun a été présentée comme originaire de Phobos, mais la composition détaillée de la lune n'étant pas connue, cela est difficile à vérifier.

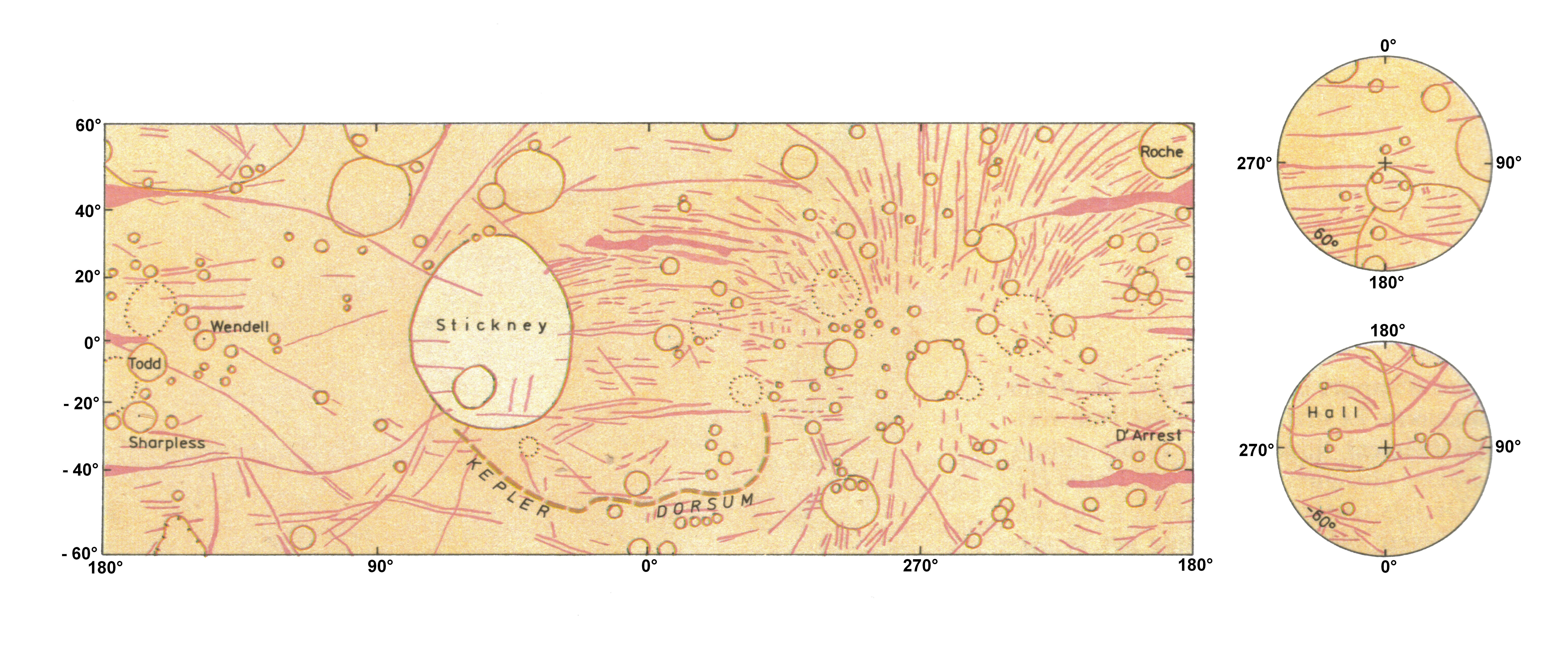
Carte schématique de la surface de Phobos.

## Orbite

### Caractéristiques

Les orbites de Phobos et Deimos (à l'échelle), vu de dessus du pôle nord de Mars.

Phobos se déplace sur une orbite relativement circulaire (0,0151 d'excentricité) et faiblement inclinée (1,093° par rapport à l'équateur de Mars). Avec un demi-grand axe de 9 377 km, Phobos orbite à seulement 6 000 km au-dessus du sol martien (le rayon de Mars est d'environ 3 400 km). Il reste ainsi plus proche du sol de la planète que tout autre satellite naturel dans le Système solaire. Pour comparaison, la Lune orbite à 384 000 km de la Terre.
Phobos orbite en dessous de l'orbite synchrone, c'est-à-dire qu'il réalise une révolution autour de Mars en moins de temps qu'il n'en faut à Mars pour achever un tour sur elle-même : sa période orbitale n'est que de 7 h 39 min, tandis que le jour martien est de l'ordre de 24 h 36 min. Pour un observateur martien, Phobos se lève à l'ouest, traverse le ciel rapidement (en 4 h 15 min ou moins) et se couche à l'est, à peu près deux fois par jour, à 11 h 6 min d'intervalle. Son orbite est si basse qu'il ne peut pas être aperçu depuis les régions polaires (à partir de 70,4° de latitude) car il reste à ces latitudes en dessous de l'horizon.
Sa période synodique est seulement 13 secondes plus longue que sa période sidérale. Les phases de Phobos peuvent être observées depuis Mars. La taille apparente de Phobos, observé depuis Mars, varie suivant la latitude du lieu d'observation, et la position du satellite dans le ciel. Pour un observateur situé à l'équateur, Phobos a un diamètre angulaire de 0,14° au lever, et de 0,20° au zénith, une augmentation de 45 %. À titre de comparaison, le Soleil a un diamètre apparent de 0,35° dans le ciel martien ; la Lune vue de la Terre mesure environ 0,5°. Un observateur martien situé à des latitudes plus élevées percevrait Phobos plus petit, parce qu'il en serait significativement plus éloigné.

### Transits

Phobos transitant devant le Soleil, vu par le rover Opportunity.

Pour un observateur martien, Phobos transite régulièrement devant le Soleil. Il n'est pas assez grand pour couvrir le disque solaire dans son intégralité, et ne peut donc pas créer d'éclipse totale. Plusieurs de ces transits ont été photographiés par le rover Opportunity. Pendant ces transits, l'ombre — ou plutôt l'anté-ombre — et la pénombre de Phobos sont visibles à la surface de Mars, ce qui a été photographié par plusieurs sondes spatiales.

### Évolution
Phobos, comme Triton par exemple, se rapproche de la planète autour de laquelle il orbite, car les satellites situés sur des orbites sous-synchrones se rapprochent lentement, mais inéluctablement, de leur planète ; il s’ensuit que le mois synodique de Phobos va progressivement s’allonger.
L'orbite basse de Phobos indique qu'il sera un jour détruit : les forces de marée abaissent progressivement son orbite, au rythme actuel de 1,8 m par siècle. Les calculs indiquent que Phobos entrera finalement dans la haute atmosphère martienne d'ici une trentaine de millions d'années (30+40
–10 millions d'années). La faible densité de Phobos (≈ 1 860 kg/m3), sa composition (voisine de celle des chondrites carbonées) et la présence du cratère Stickney permettent de penser que l'intérieur de Phobos est peu cohérent, poreux et largement fracturé : d'ici 20  à   40 millions d'années, les contraintes dues aux marées devraient finir par disperser la majeure partie de Phobos en de multiples fragments, en seulement 100 à 1 000 heures, qui formeront alors un anneau autour de Mars. Des blocs plus rigides que la moyenne pourraient tomber sur Mars, suivant des trajectoires obliques, et à relativement faible vitesse, formant ainsi des cratères d'impact allongés. L'anneau (de densité initiale comparable à celle des anneaux principaux de Saturne), se dissipera ensuite, en 1 à 100 millions d'années.

## Origine
Phobos et Deimos ont tous les deux beaucoup de caractéristiques en commun avec les astéroïdes de type C, au niveau du spectre, de l'albédo et de la masse volumique. En conséquence, il a été postulé que les deux satellites pourraient provenir de la ceinture d'astéroïdes, et auraient été capturés par Mars. Cependant, les deux lunes sont situées sur des orbites peu excentriques, très peu inclinées par rapport au plan équatorial de Mars, ce qui n'est pas ce qu'on attendrait de lunes capturées. D'autre part, les images de Phobos envoyées par la sonde Mars Reconnaissance Orbiter montrent clairement une zone bleue près du bord d'un cratère, sur une surface par ailleurs rouge. Un tel contraste est rare sur un astéroïde. Des astronomes estiment que le bleu correspond à du sol récemment mis à nu, n'ayant pas encore été coloré en rouge ; pour d'autres, il s'agit d'une matière souterraine totalement différente, qui surgit vers l'extérieur.
L'hypothèse aujourd'hui privilégiée fait des deux lunes le résidu d'un impact entre Mars et un objet céleste plus petit : rassemblement des débris en un anneau planétaire, formation d'une douzaine de satellites à partir de l'anneau, puis perte de tous ces satellites par effets de marée, à l'exception des deux plus éloignés (voir Satellites naturels de Mars#Origine).

## Histoire

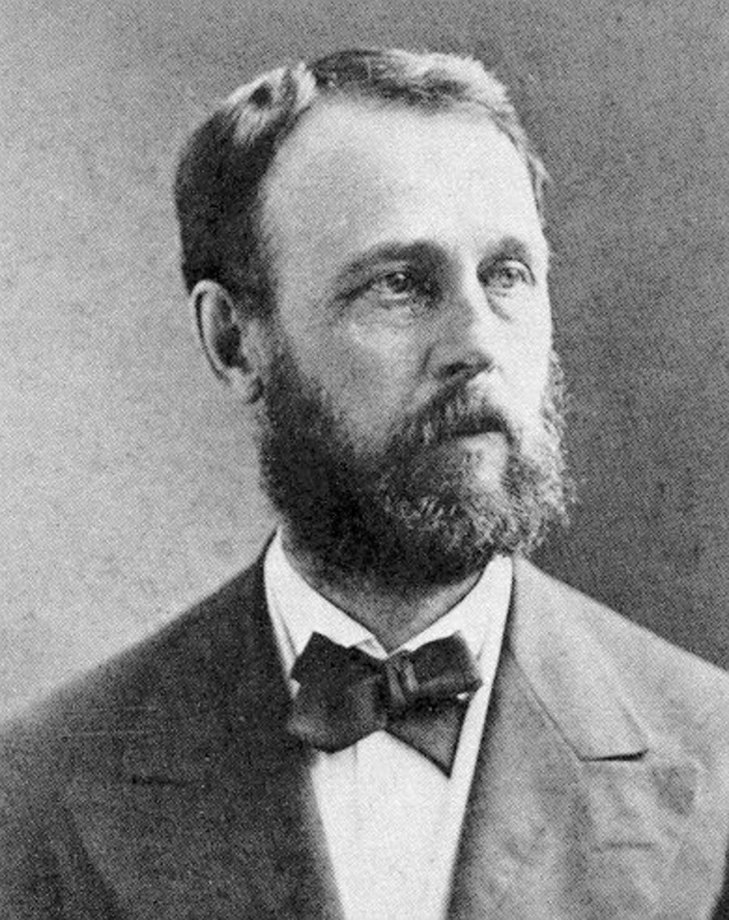
Asaph Hall.

### Découverte
Phobos fut découvert le 18 août 1877 par l'astronome américain Asaph Hall à l'observatoire naval de Washington, vers 9 h 14 GMT, soit vers 16 h 6 le 17 août 1877 à l'heure moyenne de Washington,. Hall avait également découvert Déimos, l'autre satellite de Mars, quelques jours avant.
Les noms des satellites, originellement épelés Phobus et Deimus, furent suggérés par Henry Madan (1838-1901), professeur au collège d'Eton, d'après le livre XV de l'Iliade, lorsqu'Arès appelle ses deux fils, Phobos et Déimos.

### Phobos «creux»?
Dans les années 1950 et 1960, l'orbite inhabituelle de Phobos et sa faible densité ont conduit à spéculer qu'il pourrait s'agir d'un objet artificiel creux.
En 1945, Sharpless réduisit les observations de Phobos effectuées entre 1877 et 1941 et en déduisit une accélération séculaire du satellite. Vers 1958, l'astrophysicien russe Iossif Chklovski, étudiant l'accélération du mouvement orbital de Phobos, indiqua que Phobos s'était décalé, en quelques décennies seulement, de deux degrés et demi sur son orbite par rapport à la position prédite. Pour expliquer ce fait anormal, il suggéra alors que le satellite était creux, formé d'une mince couche de métal. Chklovski basa ses analyses sur des estimations de la densité de la haute atmosphère martienne et en déduisit que pour prendre en compte un léger freinage, Phobos devait être très léger ; un calcul conduisit à le modéliser par une sphère d'acier creuse de 16 km de diamètre et de moins de 6 cm d'épaisseur. En 1966, Carl Sagan, avec Shklovsky, reprennent l'hypothèse de satellites artificiels de Mars dans leur livre Intelligent Life in the Universe.
En février 1960, dans une lettre au journal Astronautics, Fred Singer, conseiller scientifique du président des États-Unis Eisenhower, soutint la théorie de Chklovski, allant jusqu'à affirmer que « le but [de Phobos] est probablement de balayer les rayonnements dans l'atmosphère martienne, afin que les Martiens puissent exploiter les alentours de leur planète ».
Par la suite, l'existence de l'accélération ayant conduit à ces assertions fut mise en doute, et le problème avait disparu en 1969[réf. incomplète]. Les études antérieures surestimaient la perte d'altitude de Phobos en utilisant des valeurs de 5 cm/an qui furent par la suite révisées à 1,8 cm/an. Les perturbations de l'accélération du satellite sont désormais attribuées à des effets de marée qui n'étaient pas pris en compte alors. La masse volumique de Phobos est actuellement évaluée à 1 900 kg/m3, ce qui ne correspond pas à une coquille creuse. En outre, les images obtenues par les sondes spatiales depuis les années 1970 indiquent clairement que Phobos est un objet d'origine naturelle, amplement cratérisé à l’instar de la plupart des lunes du Système solaire.
L'analyse des données recueillies en 2008 par la sonde Mars Express de l'Agence spatiale européenne montre cependant que Phobos présente une forte porosité, 30 ± 5 %. Ce résultat est difficile à réconcilier avec l'hypothèse selon laquelle Phobos serait un ancien astéroïde capturé par Mars.

### Exploration
Phobos a été photographié à de nombreuses reprises par des sondes spatiales dont l'objectif principal était l'exploration de Mars. La première était Mariner 9 en 1971, suivie par Viking 1 en 1977, Mars Global Surveyor en 1998 et 2003 et Mars Express en 2004. Les deux seules sondes dédiées à Phobos furent les sondes soviétiques Phobos 1 et Phobos 2 en 1988 ; la première fut perdue sur le trajet entre la Terre et Mars et la seconde retourna quelques images et données avant qu'on perde le contact à quelques mètres de la surface.
En mars 2010, Mars express est passé à 67 kilomètres de Phobos.
Roscosmos et le Centre national d'études spatiales (CNES) ont lancé une mission vers Phobos le 9 novembre 2011. Baptisée Phobos-Grunt, elle devait rapporter des échantillons du satellite au printemps 2013, mais n'a jamais réussi à quitter l'orbite terrestre.
EADS Astrium projette également une mission similaire.
En août 2013, le rover Curiosity en mission d'exploration à la surface de Mars photographie l’éclipse de Déimos par Phobos.
En 2024, la mission japonaise Martian Moon eXplorer (MMX) décollera pour étudier Phobos en détail. Elle se placerait un an plus tard sur une orbite quasi stationnaire par rapport aux satellites de Mars. Un rover doit être largué sur Phobos, et des échantillons prélevés pour être ramenés sur Terre vers 2029.

## Dans la culture
- Cent cinquante ans avant leur découverte par Asaph Hall, mais cent trente ans après Johannes Kepler qui pensait que le nombre de satellites autour d'une planète était organisé selon un ordre croissant exponentiel à partir de la Terre (deux pour Mars, quatre pour Jupiter – découverts par Galilée, huit pour Saturne), l'écrivain Jonathan Swift dans son roman Voyage à Laputa (1727) affirme l'existence de deux satellites pour la planète Mars et donne même leur période de rotation et leur distance par rapport à la planète, qui sont cependant inexactes[47].
- La nouvelle L'Expérience Phobos écrite par Mary Robinette Kowal et parue en 2018 met en scène trois astronautes qui décollent de Mars avec un vaisseau spatial et se rendent sur Phobos afin d'en étudier les cavernes.
- La série de romans Phobos écrite par Victor Dixen qui comprend cinq tomes écrits de 2015 à 2017. La série met en scène douze adolescents qui décollent vers Mars dans une fusée pour créer la première colonie humaine sur Mars. Cette mission et leur vie sur Mars sont retransmises à la Terre entière, grâce à l'antenne disposée sur Phobos qui sert de relais d'informations entre la Terre et Mars.
- Phobos est un album du groupe québécois Voivod, nommé d'après la lune.
- Phobos est un personnage issu de l'Univers Marvel, nommé d'après la lune.
- Dans le jeu vidéo Doom, Phobos accueille des installations scientifiques dédiées à des recherches sur la téléportation. À la suite d'une expérience ratée, Phobos est envahie par des démons venus de l'Enfer. Le personnage contrôlé par le joueur doit alors traverser la base jusqu'à un portail dimensionnel qui l'envoie sur Déimos.